# Zdravko Marić
Zdravko Marić, hrvaški politik in ekonomist, * 3. februar 1977, Slavonski Brod, SR Hrvaška, SFRJ
Od leta 2016 je bil na položaju ministra za finance. Od leta 2019 je tudi namestnik predsednika vlade in je prvi nestrankarski nosilec funkcije v hrvaški post-neodvisni zgodovini.
Mesto finančnega ministra je prevzel v kabinetu Tihomirja Oreškovića, funkcijo pa je nadaljeval v prvem in drugem kabinetu Andreja Plenkovića.